# Liste des dames et duchesses de Bourbon
 (décembre 2019).
Ceci est une liste des dames, puis duchesses de Bourbon à partir de 1327 (branche cadette des capétiens directs). Le titre régulier est éteint depuis 1830.

## Première maison de Bourbon (915-1218)
| Nom (dates)                         | Époux                                                                           | Titres | Eléments biographiques |
| ----------------------------------- | ------------------------------------------------------------------------------- | --- | --- |
| Ermengarde                          | - Aymar de Bourbon                                                              | - Dame de Bourbon (915-953)                                                                                | - Mère d'Aymon Ier de Bourbon. |
| Aldesinde                           | - Aymon Ier de Bourbon                                                          | - Dame de Bourbon (953-959)                                                                                | - Mère d'Archambaud Ier de Bourbon. |
| Rothilde de Brosse (?-972)          | - Archambaud Ier de Bourbon (mariage en 961)                                    | - Dame de Bourbon (961-972)                                                                                | - Mère d'Archambaud II de Bourbon. |
| Ermengarde (?-1034)                 | - Archambaud II de Bourbon (mariage en 1000)                                    | - Dame de Bourbon (1000-1034)                                                                              | - Mère d'Archambaud III de Bourbon et d'Aymon de Bourbon. |
| Beltrude                            | - Archambaud III de Bourbon                                                     | - Dame de Bourbon (1034-?)                                                                                 | - Mère d'Archambaud IV de Bourbon. |
| Aurea                               | - Archambaud III de Bourbon                                                     | - Dame de Bourbon (?-1064)                                                                                 | - |
| Beliarde                            | - Archambaud IV de Bourbon                                                      | - Dame de Bourbon (1064-1078)                                                                              | - Mère d'Archambaud V de Bourbon et d'Aymon II de Bourbon. |
| Adeline de Nevers                   | - Aymon II de Bourbon (mariage en 1099)                                         | - Dame de Bourbon (1116-1120)                                                                              | - Princesse de la Maison de Nevers. Fille de Guillaume Ier de Nevers et d'Ermengarde de Tonnerre. - Mère d'Archambaud VII de Bourbon.                                                             |
| Agnès de Savoie (1104-1180)         | - Archambaud VII de Bourbon (mariage en 1140)                                   | - Dame de Bourbon (1140-1171)                                                                              | - Princesse de la Maison de Savoie. Fille d'Humbert II de Savoie et de Gisèle de Bourgogne. - Mère d'Archambaud de Bourbon.                                                                       |
| Mathilde Ire de Bourbon (1165-1218) | - Gaucher IV de Mâcon (mariage en 1178) - Guy II de Dampierre (mariage en 1196) | - Dame de Bourbon (de plein droit, 1171-1218) - Dame de Salins (1184-1195) - Dame de Dampierre (1196-1216) | - Princesse de la Première maison de Bourbon. Fille d'Archambaud de Bourbon et d'Alix de Bourgogne. - Mère de Marguerite de Salins, d'Archambaud VIII de Bourbon et de Guillaume II de Dampierre. |

## Maison de Bourbon-Dampierre (1218-1287)
| Portrait | Nom                                | Époux                                                                        | Titres | Eléments biographiques | Armoiries |
| -------- | ---------------------------------- | ---------------------------------------------------------------------------- | --- | --- | --------- |
|          | Béatrice de Montluçon              | - Archambaud VIII de Bourbon (mariage en 1215)                               | - Dame de Bourbon (1218-1242)                                                                                            | - Fille d'Archambaud II de Montluçon. - Mère de Marguerite de Bourbon, d'Archambaud IX de Bourbon et de Marie de Bourbon-Dampierre.                                                                             |           |
|          | Yolande de Châtillon (1221-1254)   | - Archambaud IX de Bourbon (mariage en 1228)                                 | - Dame de Bourbon (1242-1249)                                                                                            | - Princesse de la Maison de Châtillon. Fille de Guy II de Saint-Pol et d'Agnès II de Nevers. - Mère de Mathilde II de Bourbon et d'Agnès de Bourbon.                                                            |           |
|          | Mathilde II de Bourbon (1234-1262) | - Eudes de Bourgogne (mariage en 1248)                                       | - Dame de Bourbon (de plein droit, 1249-1262) - Comtesse de Nevers, d'Auxerre et de Tonnerre (de plein droit, 1254-1262) | - Princesse de la Maison de Bourbon-Dampierre. Fille d'Archambaud IX de Bourbon et de Yolande de Châtillon. - Mère de Yolande de Bourgogne, de Marguerite de Bourgogne-Tonnerre et d'Alix de Bourgogne-Auxerre. |           |
|          | Agnès de Bourbon (1237-1287)       | - Jean de Bourgogne (mariage en 1248) - Robert II d'Artois (mariage en 1277) | - Comtesse de Charolais (1248-1268) - Dame de Bourbon (de plein droit, 1262-1287) - Comtesse d'Artois (1277-1287)        | - Princesse de la Maison de Bourbon-Dampierre. Fille d'Archambaud IX de Bourbon et de Yolande de Châtillon. - Mère de Béatrice de Bourgogne.                                                                    |           |

## Maison capétienne de Bourgogne (1287-1310)
| Portrait | Nom (dates)                       | Époux                                  | Titres | Eléments biographiques | Armoiries |
| -------- | --------------------------------- | -------------------------------------- | --- | --- | --------- |
|          | Béatrice de Bourgogne (1257-1310) | - Robert de Clermont (mariage en 1272) | - Comtesse de Charolais (de plein droit, 1268-1310) - Comtesse de Clermont (1272-1310) - Dame de Bourbon (de plein droit, 1287-1310) | - Princesse de la Maison capétienne de Bourgogne. Fille de Jean de Bourgogne et d'Agnès de Bourbon. - Mère de Louis Ier de Bourbon et de Jean de Charolais. |           |

## Maison capétienne de Bourbon (1310-1523)
| Portrait | Nom (dates)                           | Époux | Titres | Eléments biographiques | Armoiries |
| -------- | ------------------------------------- | --- | --- | --- | --------- |
|          | Marie de Hainaut (1280-1354)          | - Louis Ier de Bourbon (mariage en 1310)                                                                                       | - Dame (1310-1327) puis duchesse (1327-1342) de Bourbon - Comtesse de Clermont (1316-1342) | - Princesse de la Maison d'Avesnes. Fille de Jean Ier de Hainaut et de Philippa de Luxembourg. - Mère de Pierre Ier de Bourbon, de Béatrice de Bourbon, de Marie de Bourbon et de Jacques Ier de Bourbon-La Marche. |           |
|          | Isabelle de Valois (1313-1383)        | - Pierre Ier de Bourbon (mariage en 1337)                                                                                      | - Duchesse de Bourbon et comtesse de Clermont (1342-1356) | - Princesse de la Maison de Valois. Fille de Charles de Valois et de Mahaut de Châtillon. - Mère de Louis II de Bourbon, de Jeanne de Bourbon, de Blanche de Bourbon, de Bonne de Bourbon, de Marguerite de Bourbon et de Marie de Bourbon.                                                                                             |           |
|          | Anne de Forez (1358-1417)             | - Louis II de Bourbon (mariage en 1371)                                                                                        | - Duchesse de Bourbon (1371-1410) - Baronne de Roannais (1372-1410) - Comtesse de Forez (de plein droit, 1372-1417) - Dame de Beaujeu (1400-1410) | - Princesse de la Maison d'Auvergne. Fille de Béraud II d'Auvergne et de Jeanne de Forez. - Mère de Jean Ier de Bourbon. |           |
|          | Marie de Berry (1375-1434)            | - Louis III de Blois-Châtillon (mariage en 1386) - Philippe d'Artois (mariage en 1393) - Jean Ier de Bourbon (mariage en 1400) | - Comtesse de Dunois (1386-1391) - Comtesse d'Eu (1393-1397) - Comtesse de Clermont (1400-1410) - Duchesse de Bourbon, baronne de Roannais, dame de Beaujeu (1410-1434) - Duchesse d'Auvergne et comtesse de Montpensier (de plein droit, 1416-1434) - Comtesse de Forez (1417-1434) - Régente de Bourbon (1421-1427) | - Princesse de la Maison de Valois. Fille de Jean Ier de Berry et de Jeanne d'Armagnac. - Mère de Charles d'Artois, de Bonne d'Artois, de Charles Ier de Bourbon et de Louis Ier de Montpensier. |           |
|          | Agnès de Bourgogne (1407-1476)        | - Charles Ier de Bourbon (mariage en 1425)                                                                                     | - Comtesse de Clermont (1425-1434) - Duchesse de Bourbon et d'Auvergne, comtesse de Forez, baronne de Roannais, dame de Beaujeu (1434-1456) | - Princesse de la Maison de Valois-Bourgogne. Fille de Jean Ier de Bourgogne et de Marguerite de Bavière. - Mère de Jean II de Bourbon, de Marie de Bourbon, de Charles II de Bourbon, d'Isabelle de Bourbon, de Louis de Bourbon, de Marguerite de Bourbon, de Pierre II de Bourbon, de Catherine de Bourbon et de Jacques de Bourbon. |           |
|          | Jeanne de France (1435-1482)          | - Jean II de Bourbon (mariage en 1446)                                                                                         | - Comtesse de Clermont (1446-1456) - Duchesse de Bourbon et d'Auvergne, comtesse de Forez, baronne de Roannais (1456-1482) | - Princesse de la Maison de Valois. Fille de Charles VII de France et de Marie d'Anjou. |           |
|          | Catherine d'Armagnac (1466-1487)      | - Jean II de Bourbon (mariage en 1484)                                                                                         | - Duchesse de Bourbon et d'Auvergne, comtesse de Forez, baronne de Roannais (1484-1487) | - Princesse de la Maison d'Armagnac. Fille de Jacques d'Armagnac et de Louise d'Anjou. |           |
|          | Jeanne de Bourbon-Vendôme (1465-1511) | - Jean II de Bourbon (mariage en 1487) - Jean IV d'Auvergne (mariage en 1495) - François de la Pause (mariage en 1503)         | - Duchesse de Bourbon et d'Auvergne, comtesse de Forez, baronne de Roannais (1487-1488) - Comtesse d'Auvergne et de Lauragais (1497-1501) - Baronne de la Garde (1503-1511) | - Princesse de la Maison de Bourbon. Fille de Jean VIII de Bourbon-Vendôme et d'Isabelle de Beauvau. - Mère d'Anne d'Auvergne et de Madeleine de La Tour d'Auvergne. |           |
|          | Anne de France (1461-1522)            | - Pierre II de Bourbon (mariage en 1473)                                                                                       | - Dame de Beaujeu (1473-1503) - Princesse de Dombes (1475-1503) - Comtesse de La Marche et vicomtesse de Carlat (1477-1503) - Régente de France (1483-1491 puis 1494-1495) - Duchesse de Bourbon et d'Auvergne, comtesse de Forez, baronne de Roannais (1488-1503)                                                    | - Princesse de la Maison de Valois. Fille de Louis XI de France et de Charlotte de Savoie. - Mère de Suzanne de Bourbon. |           |
|          | Suzanne de Bourbon (1491-1521)        | - Charles III de Bourbon (mariage en 1505)                                                                                     | - Duchesse de Bourbon et d'Auvergne, princesse de Dombes, comtesse de Forez et de La Marche, vicomtesse de Carlat, baronne de Roannais et dame de Beaujeu (de plein droit, 1503-1521) - Comtesse de Montpensier et dauphine d'Auvergne (1505-1521)                                                                    | - Princesse de la Maison de Bourbon. Fille de Pierre II de Bourbon et d'Anne de France. |           |

## Maison de Savoie (1523-1531)
| Portrait | Nom (dates)                  | Époux                                 | Titres | Eléments biographiques | Armoiries |
| -------- | ---------------------------- | ------------------------------------- | --- | --- | --------- |
|          | Louise de Savoie (1476-1531) | - Charles d'Orléans (mariage en 1488) | - Comtesse puis duchesse d'Angoulême (1488-1496 puis par apanage 1515-1531) - Duchesse d'Anjou et comtesse du Maine (par apanage, 1515-1531) - Régente de France (1515-1516 puis 1524-1526) - Duchesse de Bourbon et d'Auvergne, comtesse de Forez, de Clermont et de la Marche, dame de Beaujeu (par apanage, 1523-1531) | - Princesse de la Maison de Savoie. Fille de Philippe II de Savoie et de Marguerite de Bourbon. - Mère de Marguerite d'Angoulême et de François Ier de France. |           |

## Maison de Bourbon-Condé (1661-1830)
| Portrait | Nom (dates)                             | Époux                                               | Titres | Eléments biographiques | Armoiries |
| -------- | --------------------------------------- | --------------------------------------------------- | --- | --- | --------- |
|          | Claire-Clémence de Maillé (1628-1694)   | - Louis II de Bourbon-Condé (mariage en 1641)       | - Duchesse d'Enghien (1641-1646) - Princesse de Condé, duchesse de Bellegarde et de Châteauroux, comtesse de Sancerre (1646-1686) - Duchesse de Fronsac (de plein droit, 1646-1674) - Duchesse de Montmorency et dame de Chantilly (1650-1686) - Duchesse de Bourbon (1661-1667) - Comtesse de Charolais (1684-1686) | - Princesse de la Maison de Maillé. Fille d’Urbain de Maillé et de Nicole du Plessis de Richelieu. - Mère d'Henri-Jules de Bourbon-Condé. |           |
|          | Louise-Françoise de Bourbon (1673-1743) | - Louis III de Bourbon-Condé                        | - Duchesse de Bourbon (1685-1709) - Duchesse de Montmorency (1685-1689) - Duchesse d'Enghien (1689-1709) - Princesse de Condé, duchesse de Bellegarde, de Châteauroux et de Guise, comtesse de Sancerre et de Charolais, dame de Chantilly (1709-1710)                                                               | - Princesse de la Maison de Bourbon. Fille légitimée de Louis XIV de France et de Madame de Montespan. - Mère de Marie-Gabrielle-Éléonore de Bourbon-Condé, de Louis IV Henri de Bourbon-Condé, de Louise-Élisabeth de Bourbon-Condé, de Louise-Anne de Bourbon-Condé, de Marie-Anne de Bourbon-Condé, de Charles de Bourbon-Condé, d'Henriette-Louise de Bourbon-Condé, d'Élisabeth-Alexandrine de Bourbon-Condé et de Louis de Bourbon-Condé. |           |
|          | Bathilde d'Orléans (1750-1822)          | - Louis VI Henri de Bourbon-Condé (mariage en 1770) | - Duchesse d'Enghien (1770-1772) - Duchesse de Bourbon (1772-1818) - Princesse de Condé, duchesse de Bellegarde, de Châteauroux et de Guise, comtesse de Sancerre et de Charolais, dame de Chantilly (1818-1822) | - Princesse de la Maison d’Orléans. Fille de Louis-Philippe II d’Orléans et de Louise-Henriette de Bourbon-Conti. - Mère de Louis-Antoine de Bourbon-Condé. |           |